# Hypatima
Hypatima là một chi bướm đêm thuộc họ Gelechiidae.